# Rosendale (Wisconsin)
Rosendale is een plaats (village) in de Amerikaanse staat Wisconsin, en valt bestuurlijk gezien onder Fond du Lac County.

## Demografie
Bij de volkstelling in 2000 werd het aantal inwoners vastgesteld op 923. In 2006 is het aantal inwoners door het United States Census Bureau geschat op 1019, een stijging van 96 (10,4%).

## Geografie
Volgens het United States Census Bureau beslaat de plaats een oppervlakte van 2,9 km², geheel bestaande uit land. Rosendale ligt op ongeveer 281 m boven zeeniveau.

## Plaatsen in de nabije omgeving
De onderstaande figuur toont nabijgelegen plaatsen in een straal van 20 km rond Rosendale.